# 2020 en physique
Cet article présente les faits marquants de l'année 2020 en physique.

## Évènements
- 22 avril : les travaux d'un groupe de physiciens et d'historiens turcs sur des manuscrits de la Direction générale des archives d’État turques sont publiés dans la revue Meteoritics & Planetary Science. Ils traitent d'un accident qui s'est produit le 22 août 1888 à Souleimaniye (Empire ottoman, nord-est de l'actuelle Irak), cet accident ayant tué un homme et paralysé un autre[1]. Leur conclusion est qu'il s'agit d'une chute de météorite. Cela en fait le seul cas confirmé de décès d'un être humain causé par la chute d'une météorite dans l'Histoire[1].
- 2 septembre : publications dans Physical Review Letters et Astrophysical Journal Letters de deux études qui analysent l'onde gravitationnelle GW190521 — détectée par le Laser Interferometer Gravitational-Wave Observatory et Virgo le 21 mai 2019 —. Elles démontrent que l'onde a été émise par un trou noir de 142 masses solaires, le premier trou noir intermédiaire connu[2].
- 9 octobre : sur la base de constantes fondamentales de la Physique, une équipe internationale a exprimé la limite supérieure de la vitesse du son (tous milieux confondus), qui serait d'environ 36,1 km/s[3],[4].

## Prix
- Prix Nobel de physique : 
  - Roger Penrose pour la découverte que la formation d'un trou noir est une prévision robuste de la théorie de la relativité générale[5].
  - Reinhard Genzel et Andrea Ghez pour la découverte d'un objet compact supermassif au centre de notre galaxie [autrement dit Sagittarius A*][5].
- Prix Wolf de physique : Rafi Bistritzer, Pablo Jarillo-Herrero et Allan H. MacDonald pour leurs travaux théoriques et expérimentaux pionniers sur le graphène bicouche torsadé[6].
- Médaille Boas : Joss Bland-Hawthorn[7]
- Médaille Brockhouse : Alexandre Blais[8]
- Prix Cécile DeWitt-Morette / École de Physique des Houches : Juan Maldacena[9]

## Décès
- 24 janvier : Li Fanghua (née en 1932), physicienne chinoise.
- 30 janvier[10] : Johannes Geiss (né en 1926), physicien germano-suisse.
- 9 février[11] : Karl-Heinz Rädler (né en 1935), astrophysicien allemand.
- 20 février[12] : Jean-Claude Pecker (né en 1923), astrophysicien français.
- 24 février[13] : Katherine Johnson (née en 1918), physicienne, mathématicienne et ingénieure spatiale américaine.
- 25 février[14] : Mario Bunge (né en 1919), physicien et philosophe argentin.
- 28 février[15] : Freeman Dyson (né en 1923), physicien théoricien et mathématicien britanno-américain.
- 23 mars[16] : Robert Klapisch (né en 1932), physicien français.
- 29 mars[17] : Philip Warren Anderson (né en 1923), physicien américain, colauréat du prix Nobel de physique 1977[18].
- 31 mars : 
  - Reimar Lüst[19] (né en 1923), mathématicien et astrophysicien allemand.
  - Adolphe Nicolas[20] (né en 1936, géologue français, spécialiste de la pétrophysique et de la tectonique.

- 5 avril[21] : Margaret Burbidge (née en 1919), astrophysicienne britannique.
- 6 avril : 
  - Fred Singer[22] (né en 1924), physicien américain.
  - Mark Steiner[23] (né en 1942), philosophe israélien spécialiste en philosophie des mathématiques et philosophie de la physique.

- 13 avril[24] : Jacques Blamont (né en 1926), astrophysicien français.
- 15 avril[25] : John T. Houghton (né en 1931), physicien britannique de l'atmosphère.
- 12 novembre[26] : Masatoshi Koshiba (né en 1926), physicien japonais, colauréat du prix Nobel de physique 2002[27].
- 7 décembre[28] : Akito Arima (né en 1930), physicien nucléaire japonais.